# قائمة النساء التركيات الفائزات بمسابقة ملكة الجمال
تُظهر القائمة بالأسفل أسماء النساء التُركيات الفائزات بمسابقة ملكة الجمال:
| السَنة | المسابقة                      | الاسم        |
| ----- | ----------------------------- | ------------ |
| 1932  | المسابقة الدولية للجمال       | كرمان هالس   |
| 1952  | ملكة جمال أوروبا              | جونزيلي بشاش |
| 1971  | ملكة جمال أوروبا              | فيليز فورال  |
| 1981  | ملكة جمال آسيا والمحيط الهادئ | أيلا أطلس    |
| 1982  | ملكة جمال أوروبا              | نازلي دنيز   |
| 1983  | ملكة جمال أوروبا              | نيشا آربيرك  |
| 1986  | ملكة جمال آسيا والمحيط الهادئ | ميلك غوركان  |
| 1993  | ملكة جمال أوروبا              | أرزوم أونان  |
| 2002  | ملكة جمال العالم              | أزرا أكين    |